# Live in Les Baux de Provence
Live in Les Baux de Provence è la registrazione ufficiale di un concerto della band folk irlandese Cunla a cui si sono aggiunti John Illsley e Greg Pearle.

## Il disco
Dopo ben 19 anni John Illsley torna a mettere il suo nome sulla copertina di un album. L'occasione è la riproduzione del concerto che tenne, con Greg Pearle ed il gruppo folk irlandese dei Cunla, il 23 settembre 2006 alla Cathedrale d'Image di Les Baux de Provence in Francia.

L'ex bassista fondatore dei Dire Straits porta in dote ben otto canzoni del suo storico gruppo dei tempi d'oro.

E l'album si impreziosisce anche con interessanti cover di altri importanti brani della storia del rock.

## Formazione

### Band
- Greg Pearle - voce
- John Illsley - chitarra e voce
- Johnny Owens - mandolino e chitarra
- Jason Carroll - basso
- Steve O'Keefe - batteria

## Tracce
1. Expresso Love – 5:35
2. First We Take Manhattan – 5:14
3. Instrumental – 2:11
4. Six Blade Knife – 4:09
5. Southern Man – 5:18
6. Sultans of Swing – 8:09
7. Bright Lights Big City – 3:08
8. Going Home (theme from Local Hero) – 5:29
9. Cocaine – 2:52
10. Mrs Robinson – 4:39
11. Once Upon A Time in the West – 5:29
12. Star of the County Down – 3:45
13. Walk of Life – 4:27
14. Where Do You Think You're Going? – 5:13
15. Money For Nothing – 6:40
16. Forever Young – 5:55

### Autori dei brani
- Mark Knopfler ha scritto Expresso Love, Six Blade Knife, Sultans Of Swing, Going Home (theme from Local Hero), Once Upon a Time in The West, Walk Of Life, Where Do You Think You're Going? e, con Sting, Money For Nothing.
- Leonard Cohen ha scritto First We Take Manhattan.
- Neil Young ha scritto Southern Man.
- Jimmy Reed ha scritto Bright Lights Big City.
- J.J. Cale ha scritto Cocaine.
- Paul Simon ha scritto Mrs. Robinson.
- Cathal Garvey Mac è l'autore del canto popolare Star of the County Down.
- Bob Dylan ha scritto Forever Young.